# Seneffe
Seneffe är en kommun i Belgien. Den ligger i provinsen Hainaut och regionen Vallonien, i den centrala delen av landet, 30 km söder om huvudstaden Bryssel. Antalet invånare är 11 027 år 2016.